# Sommer-Universiade 1973
Die Sommer-Universiade 1973 fand vom 15. August bis 25. August 1973 in Moskau statt.

## Wettkampfstätten
| Wettkampfstätte                            | Sportarten     |
| ------------------------------------------ | -------------- |
| Lenin-Sportpalast                          | Basketball     |
| Lenin-Sportpalast                          | Kunstturnen    |
| W. I. Lenin-Zentralstadion                 | Leichtathletik |
| Tennisplatz des W. I. Lenin-Zentralstadion | Tennis         |
| Sportpalast Sokolniki                      | Volleyball     |
| Schwimmbad Moskwa                          | Wasserball     |
| Schwimmbad des W. I. Lenin-Zentralstadion  | Schwimmen      |
| Gebrüder Znamensky Ring                    | Fechten        |
| Universitätsring                           | Ringen         |
| Chaika-Schwimmbad                          | Wasserspringen |

## Sportarten
Es fanden 114 Medaillenentscheidungen in 10 Disziplinen statt. Erstmals wurden Wettkämpfe im Ringen ausgetragen.
- Basketball (2)
- Fechten (8)
- Kunstturnen (16)
- Leichtathletik (34)
- Ringen
  -  Freistilringen (10)
  -  Griechisch-Römisches Ringen (10)
- Schwimmsport
  -  Schwimmen (22)
  -  Wasserball (1)
  -  Wasserspringen (4)
- Tennis (5)
- Volleyball (2)

## Medaillenspiegel
| Platz  | Mannschaft                      | Gold | Silber | Bronze | Gesamt |
| ------ | ------------------------------- | ---- | ------ | ------ | ------ |
| 1      | Sowjetunion                     | 69   | 37     | 31     | 137    |
| 2      | Vereinigte Staaten              | 19   | 16     | 18     | 53     |
| 3      | Rumänien                        | 3    | 8      | 6      | 17     |
| 4      | Japan                           | 3    | 8      | 1      | 12     |
| 5      | Polen                           | 2    | 3      | 5      | 10     |
| 6      | Großbritannien                  | 2    | 3      | 1      | 6      |
| 6      | Kuba                            | 2    | 3      | 1      | 6      |
| 8      | Tschechoslowakei                | 2    | 2      | 1      | 5      |
| 9      | Italien                         | 2    | –      | 6      | 8      |
| 10     | Finnland                        | 2    | –      | –      | 2      |
| 11     | Ungarn                          | 1    | 9      | 4      | 14     |
| 12     | Bulgarien                       | 1    | 7      | 6      | 14     |
| 13     | BR Deutschland                  | 1    | 4      | 8      | 13     |
| 14     | Deutsche Demokratische Republik | 1    | 3      | 8      | 12     |
| 15     | Frankreich                      | 1    | 2      | 1      | 4      |
| 16     | Jugoslawien                     | 1    | 1      | 2      | 4      |
| 17     | Mongolei                        | 1    | –      | 1      | 2      |
| 18     | Iran                            | –    | 4      | –      | 4      |
| 19     | Kanada                          | –    | 2      | 5      | 7      |
| 20     | Australien                      | –    | 1      | 3      | 4      |
| 21     | Niederlande                     | –    | 1      | –      | 1      |
| 22     | Brasilien                       | –    | –      | 5      | 5      |
| 23     | Südkorea                        | –    | –      | 2      | 2      |
| 24     | Indien                          | –    | –      | 1      | 1      |
| 24     | Kenia                           | –    | –      | 1      | 1      |
| 24     | Mexiko                          | –    | –      | 1      | 1      |
| Gesamt | Gesamt                          | 113  | 114    | 118    | 345    |